# Alexander Bach
Baron Alexander Bach (nemško Alexander Freiherr von Bach), avstrijski politik, * 4. januar 1813, Loosdorf, Avstrijsko cesarstvo, † 12. november 1893, Schöngrabern, Spodnja Avstrija, Avstro-Ogrska.
Po Bachu, ki je bil notranji minister v avstrijski vladi med letoma 1849 in 1859, se imenuje »Bachov absolutizem«, obdobje neoabsolutizma, ki je nastopilo s cesarjem Francem Jožefom I. in zadušitvijo revolucije leta 1848.